# Observatoire Konkoly

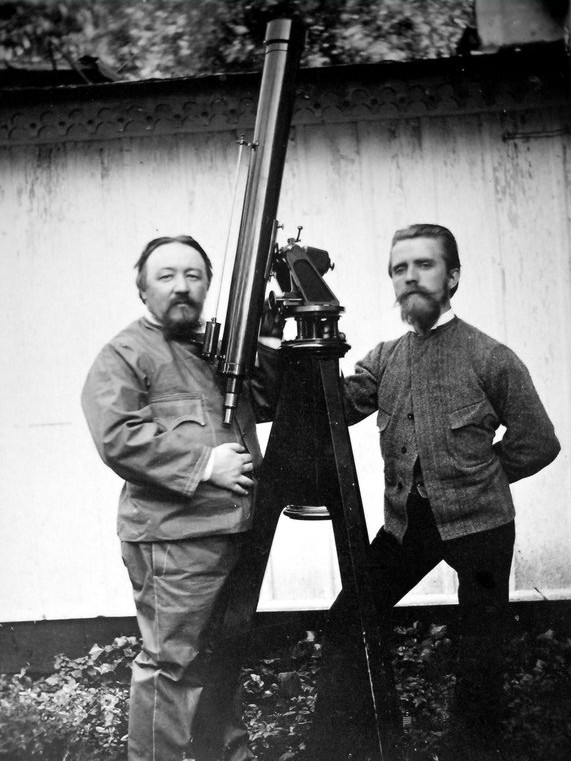
Miklós Konkoly-Thege et Hermann Kobold

L'observatoire Konkoly (en hongrois : Konkoly Obszervatórium) est un observatoire astronomique géré par l'Académie hongroise des sciences à Budapest. Il a été fondé en 1871 par Miklós Konkoly-Thege en tant qu'observatoire privé.

## Directeurs
- 1899-1916 Miklós Konkoly-Thege
- 1916-1936 Antal Tass
- 1936-1938 Károly Móra (hu)
- 1938-1943 Károly Lassovszky
- 1943-1974 Detre László (hu)
- 1974-1996 Béla Szeidl (hu)
- 1997-2009 Balázs Lajos (hu)
- 2010-2015 Péter Ábrahám